# Langspriettijger
De langspriettijger (Nephrotoma dorsalis) is een tweevleugelige uit de familie langpootmuggen (Tipulidae). De soort komt voor in het Palearctisch gebied.
Kenmerken:
- Kop zonder donkere vlekken langs de oogranden en zonder donkere vlekje aan achterkant kop
- Antenne leden bij mannetje is 19 of bij vrouwtje 15
- 4e en volgende antenneleden bij mannetje niervormig